# Spurrita
La spurrita es un mineral de la clase de los nesosilicatos. Fue descubierta en 1908 en la mina Terneras del municipio de Cuencamé, en el estado de Durango (México), siendo nombrada así en honor de Josiah E. Spurr, geólogo estadounidense. Un sinónimo poco usado es paraspurrita.

## Características químicas
Es un silicato de calcio con aniones adicionales carbonato. Con estructura molecular de nesosilicato. Antes considerado dimorfo con la paraspurrita, hoy se considera que son el mismo mineral.
Además de los elementos de su fórmula, suele llevar como impurezas: titanio, aluminio, hierro, manganeso, magnesio, sodio y potasio.

## Formación y yacimientos
Aparece en la zona de contacto entre rocas carbonatadas calizas con rocas magmáticas dioritas, donde se forma como producto de metamorfismo térmico de alta temperatura.
Suele encontrarse asociado a otros minerales como: gehlenita, merwinita, tilleyita, hillebrandita, scawtita, kilchoanita, rankinita, larnita, foshagita o wollastonita.